# Pochodna formalna
Pochodna formalna – operacja na elementach pierścieni wielomianów lub pierścieni szeregów formalnych naśladująca własności pochodnej funkcji znanej z analizy matematycznej. Pochodna formalna ułatwia badanie pierwiastków wielomianu: są one wielokrotne, jeśli są zarazem pierwiastkami pochodnej wielomianu.
Niech dany będzie pierścień wielomianów {\displaystyle R[x]} i wielomian
{\displaystyle f=a_{n}x^{n}+a_{n-1}x^{n-1}+\dots +a_{2}x^{2}+a_{1}x+a_{0}}
do niego należący. Pochodną formalną wielomianu {\displaystyle f} nazywa się wielomian {\displaystyle f'} dany wzorem
{\displaystyle f'=na_{n}x^{n-1}+(n-1)a_{n-1}x^{n-2}+\dots +2a_{2}x+a_{1}.}
Powyższe sformułowanie przenosi się wprost na szeregi formalne, należy tylko założyć, iż pierścień skalarów jest przemienny.